# فلاديمير كاستيون
فلاديمير كاستيون (بالإسبانية: Vladimir Castellón) هو مدرب كرة قدم ولاعب كرة قدم بوليفي في مركز الهجوم، ولد في 12 أغسطس 1989 في كوتشابامبا في بوليفيا. شارك مع منتخب بوليفيا تحت 20 سنة لكرة القدم ومنتخب بوليفيا لكرة القدم. أما مع النوادي، فقد لعب مع Club Aurora ‏.

## وصلات خارجية
- فلاديمير كاستيون على موقع إي إس بي إن إف سي (الإنجليزية)
- فلاديمير كاستيون على موقع قاعدة بيانات كرة القدم.إي يو (الإنجليزية)
- فلاديمير كاستيون على موقع ناشيونال فوتبول تيمز (الإنجليزية)
- فلاديمير كاستيون على موقع Soccerway.com (الإنجليزية)